# Браћа Далтон
Далтон Банда је група одметника америчког Дивљег Запада током 1890−1892. Такође су познати и као Браћа Далтон због три њена члана који су били браћа. Међутим, треба напоменути да нису сви чланови банде припадали породици Далтон. Банда је била специјализована за пљачку банака и возова. Током покушаја пљачке банке у Кофивилу, Канзас, 1892. убијена су два брата и два члана банде. Емет је осуђен на затворску казну. Након што је одслужио 14 година затвора, био је условно пуштен.
Њихов најстарији брат Френк је био заменик америчког Маршала, али је убијен 1888. године. Године 1890. тројица Далтон браће су се окренули ка криминалу после неуспеха као правници. Они су били Гратон „Грат”, Боб и Емет, најмлађи. Њихов средњи брат Виијам М. „Бил” Далтон је такође имао каријеру као одметник. Далтони су били активни касније и независно од банде Џејмса Јангера.

## Почеци
Њихов отац је био Луис Далтон из Џексон каунтија, Мисипи. Он је био власник бара у Канзас Ситију, када се оженио са Adeline Younger. Она је постала тетка Колу и  Џиму. Нова генерација Далтона је рођена у кратком размаку:  Франк (1858), Гратон "Грат" (1861), Вилијам М. "Бил" (1866), Боб (1869), и Емет  (1871).
До 1882. године, породица је живела на Индијанској територији, а касније у Оклахоми. Неколико година касније, они су се населили у Кофивилу у југоисточном Канзасу. Луис и Аделин Далтон су имали укупно 15 деце, од којих су двојица погинули као бебе.